# Rudolf Polley

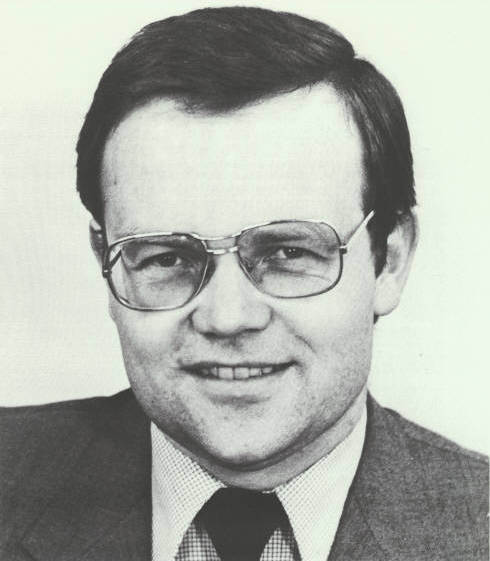
Rudolf Polley 1979

Rudolf Polley (* 21. März 1943 in Hermsdorf, Kreis Waldenburg, Schlesien) ist ein deutscher Jurist und Politiker, der in der Freien Hansestadt Bremen und in Freital tätig war.

## Karriere
Polley war bis 1985 Kreisgeschäftsführer der CDU in Bremerhaven und Mitglied der Bremischen Bürgerschaft in der elften Wahlperiode von 1983 bis 1987. Bundesweite Aufmerksamkeit erregte sein Übertritt von der CDU zu den Republikanern am 16. März 1985. Gemeinsam mit Wilhelm Brasse und Thorolf Oeing war er bis 1987 einer von drei Abgeordneten der Republikaner in der Bremischen Bürgerschaft und gehörte auch dem Landesverband der Partei an, der aus dem Austritt weiterer CDU-Abgeordneter in Bremerhaven entstanden war.
Später war Polley in Würzburg für die CSU tätig und zog später ins sächsische Freital. Dort war er wieder für die CDU Stadtrat, Mitglied im Aufsichtsrat der Wohnungsgesellschaft und außerdem vom 19. November 1993 bis zum 31. Juli 1994 Landrat des in Auflösung befindlichen Landkreises Freital.
Im Januar 2014 trat Rudolf Polley gemeinsam mit zwei weiteren Freitaler Stadträten aus der CDU aus. Sie gründeten die erste AfD-Fraktion auf Kommunalebene. Polley trat der AfD aber nicht bei. Nach der Stadtratswahl 2014 schied er aus dem Stadtrat aus.